# Maradi I
Maradi I est un arrondissement communal de la ville de Maradi au Niger. 

## Géographie
L'arrondissement de Maradi I s'étend sur la partie nord de la ville de Maradi.
|              | Tibiri    |            |
| Sarkin Yamma | Maradi I  | Djirataoua |
|              | Maradi II |            |

## Histoire
La commune urbaine de Maradi I est instaurée en 2002, érigée en arrondissement communal en 2010. 

## Population
Lors du recensement général de 2012, la population communale est relevée à 104 307 habitants. L'accroissement annuel de la population atteint 7,1 % pendant la période 2001-2012.

## Quartiers et villages
L'arrondissement est divisé en 7 quartiers en totalité en zone urbaine.
- Bouzou Dan Zambade
- Sourou Aladey
- Mazadou Djika
- Biyo Kacharouwa
- Nouveau Carré
- Soura Bildi
- Zaria I

## Services et infrastructures
- Centre de santé intégré (CSI) à Maza Dajika